# (120174) Jeffjenny
(120174) Jeffjenny est un astéroïde de la ceinture principale.

## Description
(120174) Jeffjenny est un astéroïde de la ceinture principale. Il fut découvert le 23 mai 2003 à Wrightwood par James Whitney Young. Il présente une orbite caractérisée par un demi-grand axe de 2,66 UA, une excentricité de 0,17 et une inclinaison de 14,1° par rapport à l'écliptique.

## Compléments